# Lac des Dauphins
Lac des Dauphins är en sjö i Kanada.   Den ligger i regionen Montréal och provinsen Québec, i den sydöstra delen av landet, 170 km öster om huvudstaden Ottawa. Lac des Dauphins ligger 11 meter över havet. Den ligger vid sjön Mare au Diable.
Runt Lac des Dauphins är det i huvudsak tätbebyggt. Runt Lac des Dauphins är det mycket tätbefolkat, med 1 411 invånare per kvadratkilometer.